# Wapen van Lummen
Het wapen van Lummen is het heraldisch wapen van de Limburgse gemeente Lummen. Het wapen werd op 27 juni 1909 voor de eerste keer aan de gemeente toegekend en op 3 december 1987 in gewijzigde versie bij ministerieel besluit herbevestigd.

## Geschiedenis

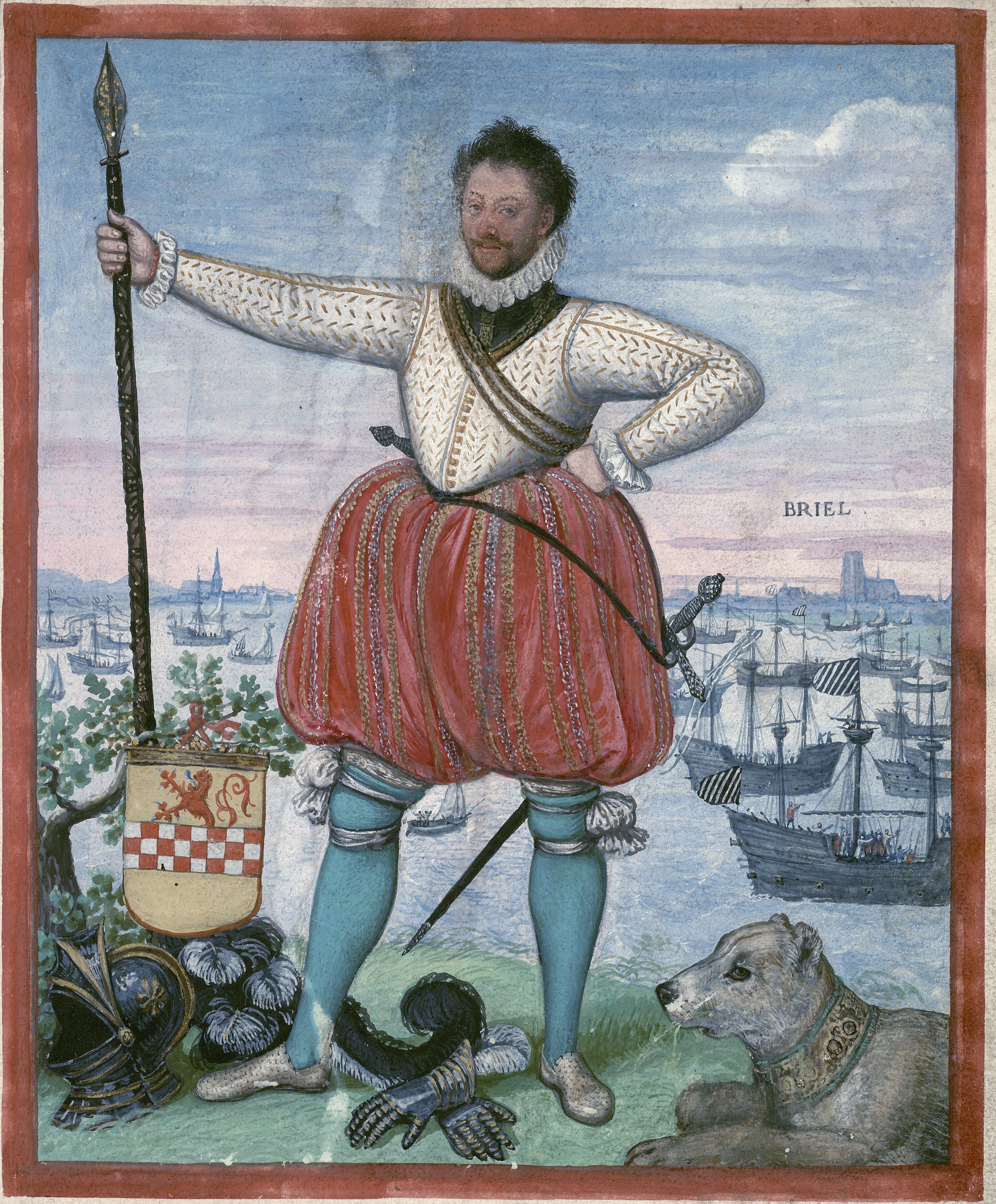
Portret van Willem II van der Marck Lumey met zijn wapen.

Lummen voerde sinds 1909 als gemeentewapen een gevierendeeld wapen dat de wapens van de families van der Mark en Arenberg combineerde. Door huwelijk kwam de familie Arenberg namelijk in het bezit van Lummen en zou dit blijven tot 1793. De oudste zegels van de schepenbank van Lummen dateren uit 1447 en 1451 en dragen beiden een schild met het wapen van de graven van der Mark.
Na de fusie van 1977 werd besloten om het gemeentewapen te wijzigen: omdat Linkhout reeds voorheen de wapens van Arenberg voerde, werd voor deze deelgemeente geen veranderingen doorgevoerd aan het oude schild van Lummen, maar werd in het derde kwartier het wapen van van der Mark vervangen door dat van de familie Arrazola de Oñate, voormalige heren van Meldert, wiens wapen voorheen het gemeentewapen van Meldert sierde.

## Blazoenering
Het wapen had eerst de volgende blazoenering:
Gevierendeeld: 1 en 4, in rood drie gouden mispelbloemen; twee en drie, in goud een dwarsbalk geschakeerd van drie rijen zilver en rood; uit den dwarsbalk komt een roode halve leeuw, genageld en getongd van blauw.— Koninklijk Besluit van 27 juni 1909.
De huidige blazoenering luidt:
Gevierendeeld 1. en 4. in keel drie vijfbladen van goud, doorboord van het veld 2. in goud een dwarsbalk geschaakt van drie rijen van zilver en van keel met een uitkomende leeuw van keel, geklauwd en getongd van lazuur 3. in zilver twee boveneen geplaatste wolven van sabel, de bovenste achter en de onderste voor een uitgerukte boom van sinopel.— Ministerieel besluit van 3 december 1987.

## Vergelijkbare wapens

Wapen van de familie van der Mark-Lumey.
Wapen van de familie van Arenberg.
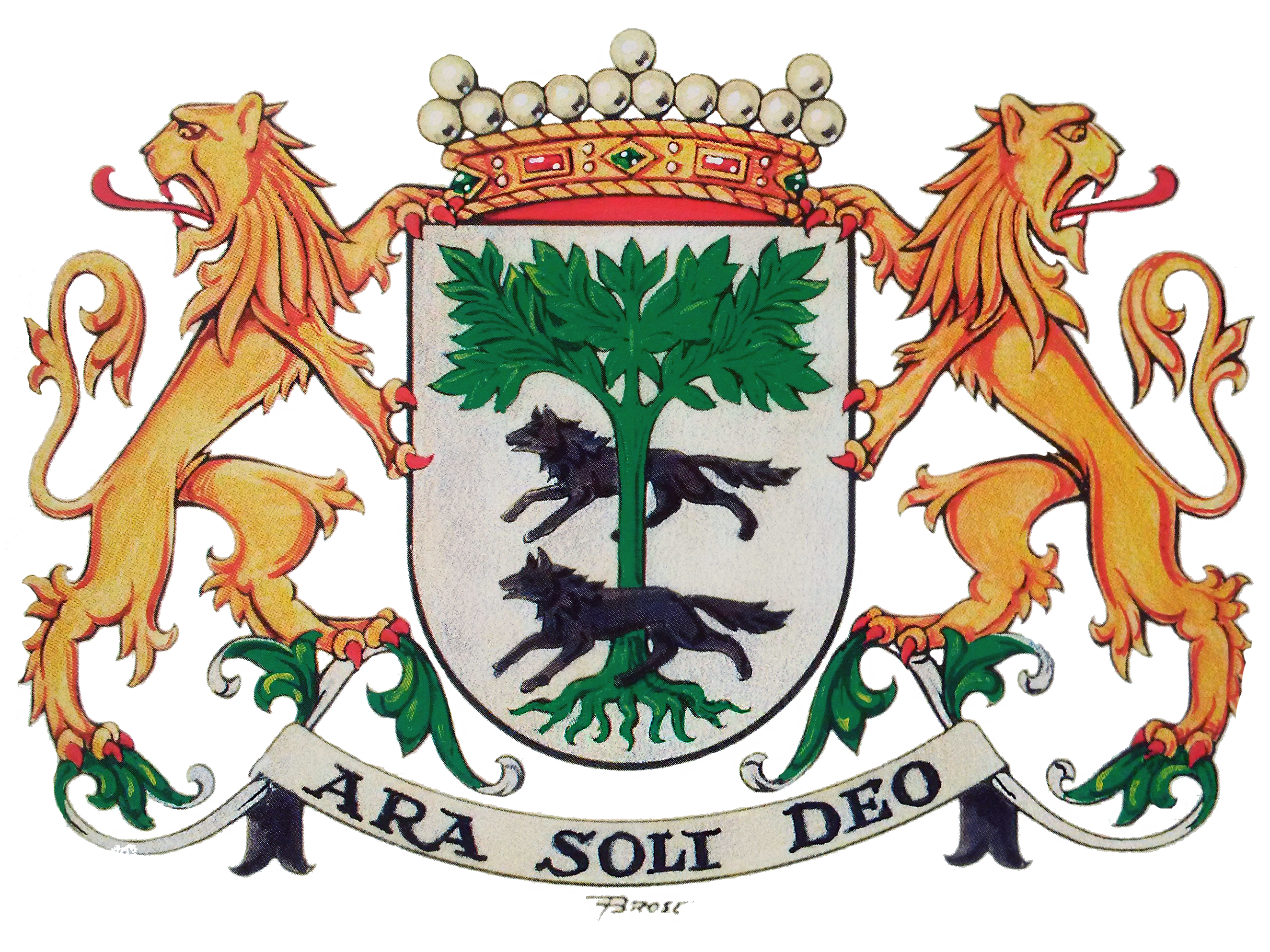
Wapen van de familie Arrazola de Oñate.